# Rosa Kafaji
Rosa Kafaji (Solna, 5 juli 2003) is een Zweeds voetbalspeelster. Ze speelt als aanvaller op huurbasis voor Brighton & Hove Albion in de Super League.

## Clubcarrière
Kafaji werd geboren als de dochter van twee uit Irak naar Zweden gevluchte ouders. Na de scheiding van haar ouders ging haar vader terug naar Irak.
Ze groeide op in Akalla en begon met voetballen op achtjarige leeftijd bij Kallhälls FF. Hierna voetbalde ze voor Bele Barkarby FF voordat ze zich in het seizoen 2015 voegde bij AIK Fotboll.  Kafaji maakte haar debuut in de Elitettan, het tweede niveau van Zweden, in 2019. In zeven wedstrijden dat seizoen maakte ze vier doelpunten en gaf ze drie assists. In het seizoen erna maakte ze 12 doelpunten in 18 wedstrijden, waarmee ze AIK Fotboll hielp aan promotie naar de Damallsvenskan.
In januari 2022 tekende ze een contract bij BK Häcken, actief in de Damallsvenskan. Ze maakte 28 doelpunten in 61 wedstrijden. Ook behaalde ze met haar club de groepsfase van de Champions League door FC Twente te verslaan. Ze wist met haar club zelfs door te stoten naar de kwartfinales. Door de UEFA werd Kafaji opgenomen in een lijst van tien speelsters waar je op moet letten in 2024. In dat seizoen kwam ze in de Damallsvenskan tot 15 doelpunten waarmee ze topscorer van BK Häcken was.
Op 14 augustus 2024 tekende Kafaji een langdurig contact bij de Engelse topclub Arsenal WFC actief in de FA Women's Super League. Kafaji maakte haar eerste doelpunt in deze competitie op 20 oktober 2024 in een met 2-0 gewonnen uitwedstrijd tegen West Ham United.
Op 11 augustus 2025 ging Kafaji een huurovereenkomst aan tot het einde van het seizoen 2025/26 aan bij Brighton & Hove Albion.

## Statistieken
| Seizoen | Club                   | Land     | Competitie     | Wedstrijden | Doelpunten |
| ------- | ---------------------- | -------- | -------------- | ----------- | ---------- |
| 2019    | AIK Fotboll            | Zweden   | Elitettan      | 8           | 4          |
| 2020    | AIK Fotboll            | Zweden   | Elitettan      | 18          | 12         |
| 2021    | AIK Fotboll            | Zweden   | Damallsvenskan | 20          | 3          |
| 2022    | BK Häcken              | Zweden   | Damallsvenskan | 1           | 0          |
| 2023    | BK Häcken              | Zweden   | Damallsvenskan | 26          | 12         |
| 2024    | BK Häcken              | Zweden   | Damallsvenskan | 12          | 5          |
| 2024/25 | Arsenal                | Engeland | Super League   | 10          | 1          |
| 2025/26 | Brighton & Hove Albion | Engeland | Super League   | 0           | 0          |
| Totaal  | Totaal                 | Totaal   | Totaal         | 95          | 37         |

Laatste update: 12 augustus 2025

## Interlandcarrière
Kafaji werd in februari 2021 voor het eerst geselecteerd voor de Zweedse nationale ploeg.  Ze maakte haar debuut op 31 oktober 2021 door in de 86ste minuut in te vallen in een Nations League 2023/24 wedstrijd tegen Italië.
In 2024 werd Kafaji opgeroepen voor een tweeluik tegen Bosnië en Herzegovina voor handhaving in de A-poule van de Nations League. Ze begon beide wedstrijden in de basis en wist in de eerste wedstrijd op 28 februari 2024 haar eerste interlanddoelpunt te maken.